# Rehlingen

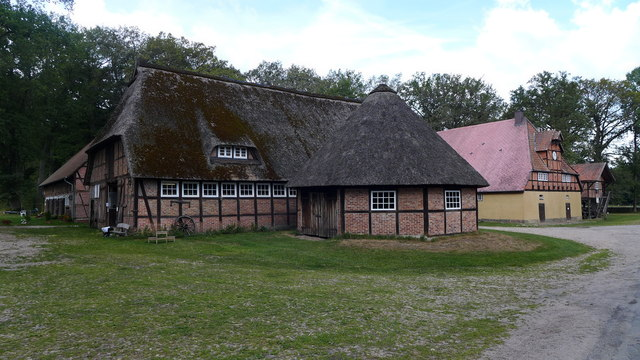
Forstgut im Ortsteil Rehrhof

Rehlingen ist eine Gemeinde im Landkreis Lüneburg in Niedersachsen.

## Geografie

### Geografische Lage
Rehlingen liegt im Naturpark Lüneburger Heide an der Lopau, einem Nebenfluss der Luhe, zwischen den ausgedehnten Waldgebieten der Raubkammer und des Süsing. Im Gemeindewappen wird die Lopau durch drei Wellen, die ehemalige Wassermühle durch ein Mühlrad und das wildreiche Waldgebiet durch ein stilisiertes Reh auf grünem Grund symbolisiert. Die Eichenblätter weisen auf die fünf Ortsteile hin, deren Bild durch die für die Bauernhöfe der Heide typischen Eichenbestände geprägt wird.

### Gemeindegliederung
Die Gemeinde gehört der Samtgemeinde Amelinghausen an, die ihren Verwaltungssitz in der Gemeinde Amelinghausen hat. Zur Gemeinde Rehlingen gehören folgende Ortsteile:
- Bockum
- Diersbüttel
- Ehlbeck
- Rehlingen
- Rehrhof

## Geschichte

### Eingemeindungen
Am 1. März 1974 wurden die Gemeinden Diersbüttel und Ehlbeck eingegliedert.

## Politik
Die Gemeinde Rehlingen gehört zum Landtagswahlkreis 49 Lüneburg und zum Bundestagswahlkreis 38 Lüchow-Dannenberg – Lüneburg.

### Bürgermeister
Ehrenamtlicher Bürgermeister der Gemeinde Rehlingen ist seit Beginn der Kommunalwahlperiode 2021–2026 Felix Petersen (CDU).

### Gemeinderat
Der Gemeinderat in Rehlingen setzt sich aus neun Ratsfrauen und Ratsherren zusammen. Die Ratsmitglieder werden durch eine Kommunalwahl für jeweils fünf Jahre gewählt.

Bei der Kommunalwahl 2021 ergab sich folgende Sitzverteilung:
| Sitzverteilung im Gemeinderat 2021Insgesamt 9 Sitze - SPD: 1 - Grüne: 2 - FDP: 1 - UWR: 2 - CDU: 3 |

## Wirtschaft und Infrastruktur

### Verkehr
Rehlingen liegt südlich der Bundesstraße 209, die von Lüneburg nach Soltau führt.

### Öffentliche Einrichtungen
Im Ortsteil Bockum ist in den renovierten Gebäuden des Hofguts und der stillgelegten Wassermühle seit 1985 der SOS-Hof Bockum, eine Einrichtung zur sozialen Integration von Menschen mit geistiger Behinderung, untergebracht.
In Rehlingen befindet sich ein Kindergarten mit 25 Betreuungsplätzen. Trägerin der Einrichtung ist die Samtgemeinde Amelinghausen.

## Persönlichkeiten
- Erwin Vollmer (1884–1973), Künstler, lebte seit 1912 bis zu seinem Tode in Rehlingen.
- Fritz T. Epstein (1898–1979), Historiker, lebte in Rehlingen von 1975 bis zu seinem Tode.